# 张德生
张德生（1909年10月20日—1965年3月4日），又名张世德，字心余、辛余，曾用名张博五、张仲房、老关、张心诚、徐洪贵、辛余、张德甫等，男，汉族，陕西榆林人。中华人民共和国政治人物，曾任中共甘肃省委书记、中共陕西省委书记、中共中央西北局第二书记，中共第八届中央候补委员等职。

## 生平

### 早年经历
张德生出生在陕西省榆林县（今属榆林市榆阳区）县城的一个贫苦市民家庭。父亲张凤山，继承家传手艺，从小学制革、做靴子；亲母张氏，除帮丈夫干活外，还为人拆洗缝补弥补家用。张家生活拮据，但仍节衣缩食送张德生上学。
张德生7岁入私塾，后进入榆林县第一初小；14岁，入县高级小学；17岁，考入绥德陕西省立第四师范学校。在国共合作的背景下，张德生曾在绥德师范加入了国民党组织，并开始参加革命活动。自“四一二政变”后，张德生退出国民党；于1927年夏，加入中国共产主义青年团；随后转为共产党党员。
自1928年，张德生以小学教员的身份，掩护中共地下组织。1930年8月成为中国共产党党员。参加了1930年由赵伯平、孔祥祯、谢子长、刘志丹等人组织的陕北总暴动；后遭国民党逮捕。1931年被释放后，赴银川、兰州等地活动；1933年11月，被任命为中共陕南特委常委、兼组织部部长，参与川陕苏区的建立，并跟随红四方面军参加了长征。受中央委托，和贾拓夫一起负责中央与陕北党组织以及陕北红军的联络工作，为红军陕甘支队到达陕北吴起镇作出了重要贡献。
西安事变结束后，改名张德生，参与重建中共陕西省委；先后出任省委常委、组织部长、省委书记，还曾兼任中共西安市委书记、中共关中分委书记、陕甘宁晋绥联防军警备第一旅兼关中警备区司令部政治委员、中共关中地委书记等职；1945年夏，张德生配合张宗逊、习仲勋参加爷台山反击战，驱走了进犯的国民党军队。在国共内战全面爆发后，张德生历任中共中央西北局委员、中共中央西北局秘书长、统战部部长、西北野战军政治部副主任、中共榆林地委书记、榆林分区行署专员，第一野战军政治部副主任等职。

### 建国以后
中华人民共和国成立后，张德生出任中共甘肃省委书记，甘肃军区政委、党委副书记、兼兰州市军管会副主任；1954年6月，任中共中央西北局统战部部长；当年10月，调任中共陕西省委第一书记、省军区第一政委；1960年11月起，担任中共中央西北局第二书记、兼中共陕西省委第一书记。
在任中共陕西省委书记的十年间，张德生对工农业生产的发展起了重要作用；还提出了骨干工业和生活服务行业是“骨头”和“肉”的关系，不能光有“骨头”没有“肉”。这一观点受到毛泽东、周恩来赏识。至今仍是陕西人民怀念的好书记。
1965年3月4日，张德生因患胆囊癌，医治无效，在西安市逝世。